# Ophirion polybia
Ophirion polybia är en tvåvingeart som först beskrevs av Charles Howard Curran 1937.  Ophirion polybia ingår i släktet Ophirion och familjen parasitflugor. Inga underarter finns listade i Catalogue of Life.